# Kratušín
Kratušín (en allemand : Kratusin, précédemment Kratosin) est une commune du district de Prachatice, dans la région de Bohême-du-Sud, en République tchèque. Sa population s'élevait à 45 habitants en 2023.

## Géographie
Kratušín se trouve à 9 km au nord-est de Prachatice, à 41 km à l'ouest de České Budějovice et à 124 km au sud-sud-ouest de Prague.
La commune est limitée par Drslavice au nord, par Zábrdí à l'est, par Záblatí au sud, et par Buk à l'ouest.

## Histoire
La première mention écrite du village date de 1389.

## Administration
La commune se compose de deux sections :
- Chlístov
- Kratušín

## Transports
Par la route, Kratušín se trouve à 9 km de Prachatice, à 50 km de Ceské Budejovice et à 155 km de Prague.